# Jan Wąchała
Jan Wąchała ps. „Łazik”, „Kamień” (ur. 26 grudnia 1922 w Krakowie, zm. 2 maja 1946 niedaleko Krościeńska) – handlarz, dowódca patrolu egzekucyjnego 1 Pułku Strzelców Podhalańskich Armii Krajowej.
Ze względu na swoją przestępczą działalność po zakończeniu II wojny światowej, jako jedyny członek oddziału nie jest wymieniany podczas apelu poległych na zjazdach kombatantów 1. psp AK.

## Życiorys

### Wczesna młodość
Jedno z ośmiorga dzieci zamieszkałych w Łagiewnikach Mikołaja Wąchały i Rozalii Tkaczyk. Naukę w Szkole Handlowej w Krakowie przerwała mu inwazja Niemiec na Polskę podczas której za sprawą podstępu (nie był wówczas pełnoletni) zaciągnął się do ochrony taborów kolejowych. Po klęsce wrześniowej zatrudnił się jako handlarz obwoźny na terenie Krakowa oraz okolicznych miejscowości i w tym okresie powstał jego pierwszy pseudonim związany z wynikającym z jego pracy „łażeniem” po wiejskich chatach.

### Działalność w AK
W 1943 zabił ściągającego z niego haracz lubomierskiego leśniczego, Waleriana Weissa, w konsekwencji czego Armia Krajowa wydała na niego wyrok śmierci za samowolne działania narażające okoliczną ludność na reperkusje ze strony władz okupacyjnych. Mający wykonać wyrok Jan Drożdż ps. „Brzytwa” zamienił 7 maja 1943 roku karę śmierci na przymusowe wcielenie do AK i obarczył go odpowiedzialnością za stworzenie patrolu egzekucyjnego na terenie inspektoratu nowosądeckiego. „Łazik” był m.in. odpowiedzialny za niezrealizowane wykonanie wyroku śmierci wydanego na Józefa Kurasia ps. „Ogień” w styczniu 1944 roku.
Ze względu na swoje zachowanie, pochopne podejmowanie decyzji o eliminacji, brak opanowania i samosądy, jesienią 1944 roku został przeniesiony do sekcji zaopatrzeniowej. Na skutek rozwiązania całego AK, w tym jego oddziału, wrócił on do cywilnego życia w styczniu 1945 roku.

### Działalność w Oddziale Samoobrony
Ze względu na nasilające się komunistyczne represje wobec byłych AK-owców, 17 kwietnia z pomocą części personelu UB (byłych członków BCh) uwolnił w Limanowej więzionych przez tę służbę towarzyszy broni i z częścią z nich utworzył Oddział Samoobrony „Łazik”. Na skutek nieformalnych pertraktacji z miejscową bezpieką oraz w oparciu o planowaną przez władzę ludową amnestię, „Łazik” ujawnił się wraz ze swoim oddziałem 12 lipca 1945 w Łącku, skąd po przeprowadzeniu na miejskim rynku uroczystej defilady zostali przewiezieni do Nowego Sącza, gdzie zdali broń. Na skutek umowy, oddział (bez samego Wąchały, który zdecydował się zostać na miejscu) został wywieziony na Ziemie Odzyskane w celu objęcia posterunku Milicji w Czarnym Borze. W październiku 1945 awansowany na podporucznika.

### Działalność przestępcza i śmierć
27 grudnia 1945 ożenił się z Marią Gałysówną. Po ślubie trudnił się przemytem ludzi, napadami i morderstwami w celach rabunkowych. W lutym 1946 roku zamordował dwóch kupców, których partner handlowy był powiązany ze skonfliktowanym z „Łazikiem” „Ogniem”. Z tego powodu Wąchała, wraz z 11 przemycanymi przez niego Żydami, został zastrzelony przez oddział "Ognia" 2 maja 1946 roku.